# Выходной (Архангельская область)
Выходной (Выходной Мыс) — заброшенное поселение (полярная станция) в восточной части пролива Маточкин Шар недалеко от полярной станции Маточкин Шар.
Расположена на мысе Выходной острова Северный архипелага Новая Земля, у выхода из пролива Маточкин Шар в Карское море. Станция была построена в 1934 году. Раньше здесь проживало 16 зимовщиков, которые поддерживали связь с поселком Амдерма, становищем Столбовое, Шумилихой, при необходимости могли связываться со всеми радиостанциями Новой Земли. Недалеко находится маяк. В 10 километрах западнее полярной станции «Выходной» расположена тоже уже заброшенная полярная станция «Маточкин Шар», на которой раньше зимовали по 2 человека. Радиостанции у них не было, связь поддерживалась собачьими упряжками. В 70 км от станции Выходной находится поселок Северный (вахтовый военный городок). Полярники станции на мысе Выходной в июле-августе 1943 года часто отмечали поблизости работу неизвестной корабельной радиостанции большой мощности. Лишь после окончания Великой Отечественной войны мурманские моряки в прибрежных скалах обнаружили заброшенное укрытие на 8 человек, где все ещё лежали обрывки немецкого обмундирования и пустые консервные банки с маркировкой «Kriegsmarine». К 15 апреля 1955 года население научной полярной станции составляло 17 человек (17 взрослых, 0 детей). Подавляющие большинство населения полярной станции (100 %) составляли взрослые.
Всего в разное время на Новой Земле действовали девять полярных станций, обеспечивающих данными о погоде лётчиков, моряков и учёных различных специальностей.
В настоящее время осталась лишь одна такая станция — в Малых Кармакулах. Остальные находятся в руинированном состоянии, представляя большой интерес для историков.